# Beatrice av Rethel
Beatrice av Rethel, född 1131, död 30 mars 1185, var en siciliansk drottning; gift 1151 med kung Roger II av Sicilien. 
Hon var dotter till greve Ithier av Rethel och Beatrice av Namur. Bröllopet ägde rum 1151. Hon var drottning i tre år. Hon fick ett barn, dottern Constance, som föddes efter makens död. Hennes make avled 1154 och efterträddes av hennes styvson. Hon gifte aldrig om sig, utan levde som änkedrottning i trettioett år. Hennes dotter besteg tronen nio år efter hennes död.